# Cezary Ostrowski
Cezary Maciej Ostrowski (ur. 30 września 1962 w Brzegu) – polski muzyk, dziennikarz, kompozytor, artysta wizualny. Założyciel zespołu Bexa Lala.

## Życiorys
Jest synem Izabeli i Tomasza Ostrowskich. Po ukończeniu II Liceum Ogólnokształcącego im. Heleny Modrzejewskiej w Poznaniu podjął studia w Państwowej Wyższej Szkole Sztuk Plastycznych w Poznaniu i obronił dwa dyplomy w roku 1985: dyplom z rysunku w pracowni prof. Jarosława Kozłowskiego, dyplom z teorii sztuki w pracowni prof. Alicji Kępińskiej.
Żonaty z Danutą Ostrowski, z którą ma dwoje dzieci, Kajetana i Diunę. Mieszka na stałe w Poznaniu.

## Kariera
W 1981 założył elektroniczną grupę muzyczną Bexa Lala, znaną również pod nazwami: Leo Patett, Taz, Hagen Baden 235, Mechaniczna Pomarańcza. Grupa ta łączyła różne gatunki muzyki, czerpiąc inspirację z kalifornijskiej grupy The Residents.
W 1983 pojawił się pierwszy album artysty Nowy Swing.
Na początku lat 90. XX wieku spotkał niezależnego producenta Valentine Slaba. Razem eksperymentowali nad nowymi wówczas gatunkami muzycznymi jak techno, trip-hop, industrial, ambient.
W 2000 roku nawiązał współpracę z Mikołajem Trzaską, artystą wizualnym i muzykiem jazzowym. Razem nagrali album Ostrza, który udostępnili za darmo do pobrania w internecie. W roku 2004 wydał z Marcinem Świetlickim płytę Czołgaj się.
Publikował na łamach gazet: Max, Plastik, Machina, Nowy Nurt, Wprost, Lampa. Ma za sobą wspólne projekty z m.in. takimi artystami jak: Marcin Świetlicki, Kora, Małgorzata Ostrowska, Piotr Bikont. Autor książek Śmierć w Misiu i Las Wieloryb.
Aktywista Creative Commons. W roku 2005 jego remiks "freemix-simplemix" znalazł się na płycie The Wired CD: Ripped. Sampled. Mashed. Shared wydanej przez Wired.
Od roku 2006 do roku 2009 zajmował się profesjonalnym tworzeniem i modelowaniem świata wirtualnego w popularnej grze internetowej Second Life jako Cezary Fish.
W roku 2017 został zastępcą dyrektora Wydziału Kultury Urzędu Miasta Poznania.
W lutym 2019 wydał ambient-jazzowy album The Holly Gomon Crucade  wraz z dwójką poznańskich muzyków jazzowych, pianistą Krzysztofem Dysem i trębaczem Maciejem Fortuną. 